# Dolno Rodevo
Dolno Rodevo ili Dolno Rodivo (danas, grčki Kato Korifi/Κάτω Κορυφή), selo u vodenskom kraju u Egejskoj Makedoniji smješteno na istočnim padinama planine Kajmakčalan, na nadmorskoj visini od 840 metara i sa seoskim atarom površine 69 kvadratnih kilometara. Do Građanskoga rata u Grčkoj 1945. – 1949. predstavljalo je samostanu općinu u Meglenskom okrugu u čijem je sastavu bilo i selo Gorno Rodevo ili Gorno Rodivo. 

## Povijest
Prema podacima iz otomanskih registra 1619. – 1620. Dolno Rodivo (Rodilova i zir) je selo s 37 nemuslimanski domaćinstava Bugarski znanstvenik Vasil K'nčov u svojoj knjizi ”Makedonija, etnografija i statistika” (“Македония, Етнография и статистика”, Sofija, 1900.) spominje 250 stanovnika Bugari, egzarhijska statistika, pak, navodi broj od 350 žitelja - Bugari, dok Borivoje Ž. Milojević 1920. piše da selo ima 45 kuća (“Južna Makedonija, Antropografska ispitivanja”, Beograd, 1920.). 1905 godine u Dolno Rodivo radi bugarska škola.
Popisom iz 1913. u selu je evidentiran 491 žitelj, 1920. Dolno Rodevo ima 435 stanovnika, 1928. g. 501, a 1940. ta se brojka popela na 599 duša.
U Građanskom ratu selo je potpuno nastradalo, a najveći je dio stanovništva, poput većine makedonskog življa u Grčkoj, bio prinuđen potražiti spas u Republici Makedoniji. Grčke su monarhističke vlasti, pak, dio stanovništva prisilno preselile u selo Bizovo. Po završetku Građanskoga rata, manji se dio ovih ljudi vratio na svoja ognjišta u Dolnom Rodevu. Godine 1951. bilo ih je svega 65, 1961. njihov se broj povećao na 121, 1971. godine selo ima 128 stanovnika, 1981. g. 126, a 1991. ih je registrirano 114. Zbog tako smanjenog broja stanovnika, u srpnju 1955. godine selu je ukinut status općine i priključeno je općini Sarakinovo.
Premda je Dolno Rodevo planinsko selo, zbog blage je klime poznato po proizvodnji kvalitetnih trešanja i oraha, a razvijeno je i stočarstvo, zahvaljujući prostranim livadama i bogatim pašnjacima.
Selo Dolno Rodevo opjevao je poznati makedonski pjesnik Risto Đ. Jačev u svojim sugestivnim egejskim rapsodijama  napisanim na makedonskom, vodenskom dijalektu i rasutim u desetak pjesničkih knjiga. Dio pjesama iz tog opsežnog ciklusa objavljen je i na hrvatskom jeziku u zbirci “Pepeo pod maslinama” (3000 GODINA ZA DAR, Zadar, 2008.).